# Цирион Атлетик Центр
Цирион Атлетик Центр (греч. Τσίρειο Αθλητικό Κέντρο) — многоцелевой стадион в Лимасоле, Кипр. Принимает соревнования по футболу и лёгкой атлетике. Домашняя арена футбольного клуба второго кипрского дивизиона «Красава». Ранее являлся домашним стадионом футбольных клубов высшего дивизиона АЕЛ, «Аполлон» и «Арис» — до их переезда на стадион «Альфамега». Иногда является местом проведения домашних матчей сборной Кипра по футболу, особенно часто сборная играла на стадионе в 1990-х годах. Назван в честь киприотского мецената Петроса Цириона, на чьи деньги и был выстроен. В 1992 году являлся одной из арен чемпионата Европы по футболу среди юниоров. Иногда является местом проведения финальных матчей кубка Кипра по футболу.